# (505478) 2013 UT15
(505478) 2013 UT15 est un objet transneptunien extrême d'environ 220 km de diamètre. Il a un périhélie à 44 unités astronomiques et un demi-grand axe à près de 209 unités astronomiques. Selon la plupart des théories, un tel objet ne peut se trouver sur une telle orbite qu'avec l'aide d'un perturbateur, d'où l'hypothèse de la Planète Neuf.